# Kool-Aid
Kool-Aid es la marca de una mezcla en polvo saborizada para preparar bebidas, que pertenece a la compañía Kraft Foods. Inventada en 1927 por Edwin Perkins, es conocida como el refresco oficial de Nebraska.

## Invento y producción
Kool-Aid fue inventada por Edwin Perkins y su esposa Kitty en Hastings, Nebraska, Estados Unidos. Todos sus experimentos se realizaron en la cocina de su madre. El predecesor de esta mezcla fue un concentrado líquido llamado Fruit Smack. Perkins descubrió en 1927 la forma de eliminar el líquido y dejar solo el polvo, lo que permitiría reducir los costos de envío. Este polvo se denominó Kool Ade y posteriormente Kool-Aid, y se comercializó en sobres al precio de 10 centavos de dólar. La marca Kool-Aid se registró en 1928.
Debido al incremento en la demanda del producto Perkins mudó su producción a Chicago (Illinois) en 1931 para mejorar su distribución. Después de la Segunda Guerra Mundial la demanda aumentó y, para 1950, se producía casi un millón de sobres al día.
En 1953, Perkins vendió la marca a la General Foods, al poco tiempo se introdujo en la publicidad la popular «jarra sonriente». Más adelante Kraft Foods adquirió la empresa, convirtiéndose en la propietaria de esta y otras marcas. La figura de la jarra sonriente le valió en muchos países (como Venezuela) el eslogan la jarrota del sabor.
Hastings celebra un festival de verano anual llamado «Kool-Aid Days» (Días de Kool-Aid), el segundo fin de semana de agosto, reconocido como un acto oficial en el estado desde 1999 por el gobernador Ben Nelson. A Kool Aid se le conoce como el refresco oficial de Nebraska.
Los seis sabores originales fueron cereza, uva, lima-limón, naranja, frambuesa y fresa.